# As Dusk Falls
As Dusk Falls (с англ. — «На закате») — повествовательная приключенческая игра, разработанная Interior Night и изданная Xbox Game Studios. Была выпущена для Windows, Xbox Game Pass, Xbox One и Xbox Series X/S 19 июля 2022 года.

## Игровой процесс
Игровой процесс As Dusk Falls заключается в интерактивном повествовании, а также в новых методах, используемых для оценки консенсуса между игроками при принятии ключевых повествовательных решений при совместной игре в многопользовательском режиме. Повествование представляет собой историю о «двух семьях, чьи судьбы переплелись в пустыне Аризоны в 1998 году».

## Актёрский состав
Актёры
- Райан Нолан — Джей Холт
- Алекс Джаррет — Зои Уокер
- Мали Бамбер — юная Зои Уокер
- Оливер Бриттен — Винс Уокер
- Клара Эмануэль — Мишель Уокер
- Терренс Бут — Джим Уокер
- Джош Тейлор — Тайлер Холт
- Джек Бандиера — Дейл Холт
- Джейн Перри — Шэрон Холт
- Сэм Дуглас — Беар Холт
- Акушла-Тара Купе — Джойс Валема
- Габриэль Персо — Эш Валема
- Франсиско Лаббе — Данте Ромеро
- Райдиан Джонс — Пол Хейс
- Руби Стоукс — Ванесса Дорланд
- Джеймс Собол Келли — Джейсон Дорланд
- Маруся Франк — Мима
- Брайан Бовелл — специальный агент Брэдли
- Саймон Хаббард — Большой Сэм
- Эми Элсам — заместитель Колборн
- Майкл Магнит — дальнобойщик
- Алан Скут — Тодд
- Джеймс МакГрегор — офицер дорожного движения
- Шэрон Ше — Мэй
- Джорджия Гудман — менеджер

Роли озвучивали
- Бритни Сарпи — Зои Уокер
- Ноэль Мейсон — юная Зои Уокер
- Элайас Туфексис — Винс Уокер
- Эрика Латтрелл — Мишель Уокер
- Джейми Блэкли — Тайлер Холт
- Тонанцин Кармело — Джойс Валема
- Тристиан Аллерик Чен — Эш Валема
- Джейсон Хайтауэр — Данте Ромеро
- Билл Чемпион — Пол Хейс
- Дэвид Менкин — Большой Сэм
- Изабель Инчбальд — заместитель Колборн

## Синопсис

### Книга 1: Столкновение
В 1998 году семья Уокеров — Винс, его жена Мишель, шестилетняя дочь Зои и отец Джим — переезжают в Сент-Луис, штат Миссури. По пути через Ту-Рок, штат Аризона, они попадают в автомобильную аварию с братьями Холт, Тайлером, Дейлом и Джеем, и их машина остается неподвижной. Не имея возможности продолжить путь, семья снимает комнату в соседнем мотеле «Сон в пустыне». Братья Холт прибывают в дом шерифа Данте Ромеро, намереваясь украсть сотни тысяч долларов из его сейфа. Младший брат Джей также берет книгу о птицах, потому что она ему понравилась. Шериф неожиданно возвращается домой и братья убегают, но Ромеро видит их машину и направляет все свои силы на их поиски. Прибывающие братья укрываются в мотеле «Сон в пустыне», взяв в заложники Уокеров, владельца Джойс и разнорабочего Пола, намереваясь спрятаться до заката. В зависимости от сделанного выбора полиция по-разному узнает о местонахождении братьев и окружает мотель.
Различные воспоминания показывают, что брак Уокеров испытывает трудности. Винс был уволен с работы авиаинженером после того, как техническая неисправность привела к гибели нескольких человек. Несмотря на то, что Винс предупреждал владельцев о технической неисправности, он был вынужден взять на себя вину в обмен на деньги. Мишель также закрутила роман, а Джим, которого давно не было в жизни Винса, страдает от опухоли головного мозга. Холты раскрываются как неблагополучная семья, которую тянет на социальное дно их отец-наркоман по кличке Медведь. Братья ограбили шерифа, чтобы расплатиться с его долгами и устранить угрозу их жизни от его должников. Джей либо не дает отцу убить себя из-за денег по страховке, либо позволяет ему умереть.
Мать Холтов — Шэрон убеждает полицию, что убедит братьев сдаться и пробирается в мотель. Но вместо этого она замышляет с ними побег. Ромеро связывается с Винсом и предлагает ему найти чёрный блокнот, случайно украденный братьями. Работая с Джеем, они в конце концов понимают, что было спрятано в книге о птицах, которую он взял. В чёрном блокноте подробно описаны коррупционные сделки Ромеро, включая взятки и отмытые деньги, хранящиеся на одном оффшорном счете. Ромеро настаивает на том, что деньги принадлежат опасным людям и ему нужен блокнот обратно, и он предпринимает два тщетных нападения, в результате которых несколько офицеров оказываются застрелены. Наконец, школьный автобус протаранивает входную дверь мотеля, автобус поджигается в перестрелке и происходит взрыв, после которого выжившие Холтс бегут с заложниками, Винсом или Зои. Дейл оказывается застрелен и в зависимости от принятых решений Мишель, Джойс и Винс также могут умереть. Холты попадают в автокатастрофу которая вынуждает Шэрон и Тайлера бежать, оставив Джея. Джей в конце концов выздоравливает, но получает сотрясение мозга и забирается к молодой девушке по имени Ванесса. Пара может сблизиться до того, как Джей уйдет, и в конце концов воссоединится с Шэрон и Тайлером в лесной хижине. Он узнает, что Тайлер намеревается бежать в Мексику только с Шэрон, потому что Джей на самом деле не ее сын, он родился у ее сестры, которая умерла при родах. Джей решает бежать с севера в Канаду в одиночку.

### Книга 2: Раскрытие
Джей сбегает в Солт-Лейк-Сити, штат Юта, и зовет на помощь Ванессу. Борясь со своим властным отцом и все еще оплакивая потерю брата, Ванесса убегает с Джеем, чтобы помочь ему сбежать. В зависимости от принятых решений Ванесса может бросить Джея или согласиться сбежать с ним в Канаду в качестве друга или любовницы. Пара убегает от преследующего ФБР и прыгает в пограничную реку, в результате чего позже объявляются погибшими. Шэрон встречается с Полом, двоюродным братом Ромеро и старым другом. В зависимости от сделанного выбора Пол может согласиться сбежать с Шэрон, обналичив оффшорный счет Ромеро, или добиться ее ареста.
В 2012 году выясняется, что Зоя все еще страдает от ночных кошмаров и беспокойства, вызванных событиями в мотеле «Сон в пустыне», особенно после того, как она начала получать письма от Джея с просьбой ответить ей. Она общается со своим дедушкой Джимом, который пережил свою опухоль, но теперь борется с болезнью Альцгеймера и убеждает ее противостоять своему страху, чтобы преодолеть его. Зои выслеживает Джея в канадской глуши, где он живет один; хотя он и Ванесса провели вместе много лет, в конце концов она устала скрываться и переехала в Калифорнию. Концовка определяется на основе различных сделанных выборов: Зои может простить Джея, но попросить, чтобы он больше не связывался с ней, или она может сдать его в полицию; Джей может жить на свободе, но в бегах, быть заключенным в тюрьму или казненным; Тайлер может быть пойманным, или остаться беглецом, работающим на нефтяной вышке; Шэрон может быть пойманной или сбежать в тропическую страну Полом; Винс может взять на себя вину за инцидент с самолетом и работать в офисе или подать в суд на авиакомпанию и открыть собственную летную школу; Мишель может умереть, быть разлученной, остаться замужем за Винсом или помолвленной с кем-то другим; и если Медведь выживает, он кладет цветы на могилу своего сына Дейла. После того, как Зои возвращается из Канады и навещает Джима, она сталкивается с тем, что на него нападает преследователь, который пробегает мимо нее, в то время как телефонное сообщение Зои от Джима показывает, что у него есть тайное прошлое в Ту-Рок которое он никогда никому не рассказывал.

## Разработка и выпуск
As Dusk Falls впервые была анонсирована 23 июля 2020 года на мероприятии Xbox Games Showcase. Разработкой руководила креативный директор Кэролайн Маршал, которая ранее работала в Quantic Dream дизайнером игр Heavy Rain и Beyond: Two Souls. Игра была выпущена 19 июля 2022 года на Xbox Series X/S, Xbox One и Microsoft Windows.

## Рейтинг
| Сводный рейтинг       | Сводный рейтинг         |
| Агрегатор             | Оценка                  |
| --------------------- | ----------------------- |
| Metacritic            | PC: 78/100 XSXS: 77/100 |
| Иноязычные издания    |                         |
| Издание               | Оценка                  |
| EGM                   | [ 13 ]                  |
| Game Informer         | 8,75/10                 |
| GameSpot              | 9/10                    |
| GamesRadar+           | [ 16 ]                  |
| IGN                   | 9/10                    |
| Jeuxvideo.com         | 15/20                   |
| Shacknews             | 8/10                    |
| The Guardian          | [ 20 ]                  |
| VentureBeat           | [ 21 ]                  |
| Video Games Chronicle | [ 22 ]                  |
| Русскоязычные издания |                         |
| Издание               | Оценка                  |
| Riot Pixels           | 50 %                    |

Согласно агрегатору обзоров Metacritic, As Dusk Falls получил «в целом положительные» отзывы. Многие критики хвалили сюжет и повествование игры, художественный стиль, озвучку, кооперативный режим и эмоциональное воздействие вариантов повествования, предлагаемых игрокам, тогда как критика была направлена в основном на кульминацию игры и неуклюжее управление.
Майкл Горофф из EGM положительно отозвался о грамотно поставленных сценах игры, запоминающимся художественном стиле основанном на живописи, возможности просматривать альтернативные пути, реализации кооперативного режима и захватывающем повествовании, но ему не понравился саспенс второй половины повествования и дилемма в открытой концовке игры. Роберт Перчес из Eurogamer назвал ее «лучшем интерактивным кином, в которую я играл», сославшись на возможность многопользовательской игры, фотореалистичный стиль комиксов, эффективные ключевые кадры, впечатляющую озвучку, развитие персонажей, повествование на основе воспоминаний, зрелое изображение социальных проблем, и презентация, вдохновленная телевидением, как ее сильная сторона, заключая: As Dusk Falls показывает, насколько подробно игры могут изобразить истории и темы, подобные этим, если они сделаны с осторожностью и пониманием, и насколько хорошо они могут вовлечь нас в жизнь других и решения, которые они должны принять".
Мэтт Миллер из Game Informer дал игре 8,75 балла из 10 и высоко оценил ее широкую привлекательность, заявив: "Для игроков, заинтересованных в развитии интерактивных повествовательных структур, это похвальный успех. И даже для того, кто не знаком с играми, это качественно. Это потому что детально прописанные персонажи и повествование создают универсальный опыт, а в этом проекте есть и то, и другое. Написав рецензию для GameSpot, Марк Делани высоко оценил художественное оформление комикса, звуковую постановку, качественную озвучку, продуманный тематический материал, впечатляющий выбор и тонкое понимание разработчиком темпа и характеристик персонажей, но остался недоволен неуместными кат-сценами и открытой концовкой приманивающей игроков ожиданием сиквела.
Дастину Бейли из GamesRadar + также понравилось повествование в телевизионном стиле, детализированные персонажи и популяризация знакомой ему жанровой механики в многопользовательском режиме, но он отметил, что механика выбора казалась ограниченной при перепрохождении игры. Габриэль Мосс из IGN обнаружил, что игра очень реиграбельна и доставляет удовольствие из-за впечатляющего выбора и разветвленного повествования, отметив: «Поскольку вы не тратите время впустую, заставляя себя искать подсказки к головоломке или неловко спотыкаться в трехмерной среде, As Dusk Falls оставляет место для заметно большего количества значимых решений, чем в любой игре Telltale и она не просто создают иллюзию выбора».
Донован Эрскин из Shacknews назвал версию для Xbox «впечатляющим дебютом от Interior Night» и похвалил эмоциональный окрас, придаваемый солидному тексту звуковым сопровождением, но выразил незначительные претензии к некачественной музыке и управлению курсором. Написав для The Guardian, Кеза Макдональд дает оценку 4 звезды из 5, заключив: « As Dusk Falls грамотно превосходит стандарты своего жанра, когда речь идет о сюжете, характеристиках персонажей, подаче и впечатляющей пластичности истории».
Дин Такахаси из VentureBeat высказал мнение, что игра находится на грани между мыльной оперой и драмой и посетовал на отсутствие логического выбора в повествовании заявив, что эти факторы препятствуют сочувствию персонажам, которое обе стороны истории могли создать. Джордан Миддлер из Video Games Chronicle дал оценку 2 звезды из 5, заявив: "Каждый хорошо проработанный момент сюжетного взаимодействия, каждый сюжетный поворот, который застал нас врасплох, и каждое интересное художественное исполнение прерывается диалогом который колеблется между современной драмой и проектом первокурсника с импульсивным художественным стилем.
Олег Зайцев из Riot Pixels назвал сценарий «банальным», а игровой процесс «незамысловатым». По мнению рецензента, проседающее повествование не спасают даже хороший подбор актеров и качественная русская локализация.